# Procambarus virginalis
Espèce
Procambarus virginalis, couramment appelée Écrevisse marbrée, est une espèce d'écrevisses anormalement parthénogénétiques qui a d'abord été découverte dans le commerce des animaux de compagnie en Allemagne dans les années 1990.
Dans un premier temps, les scientifiques ont considéré qu'il s'agissait d'une sous-espèce de Procambarus fallax, lui adjoignant le qualificatif forma virginalis. En 2017 cependant, un examen poussé de son génome lui a donné rang d'espèce à part entière,, confirmant les observations in vivo que les deux populations ne sont pas interfécondes.

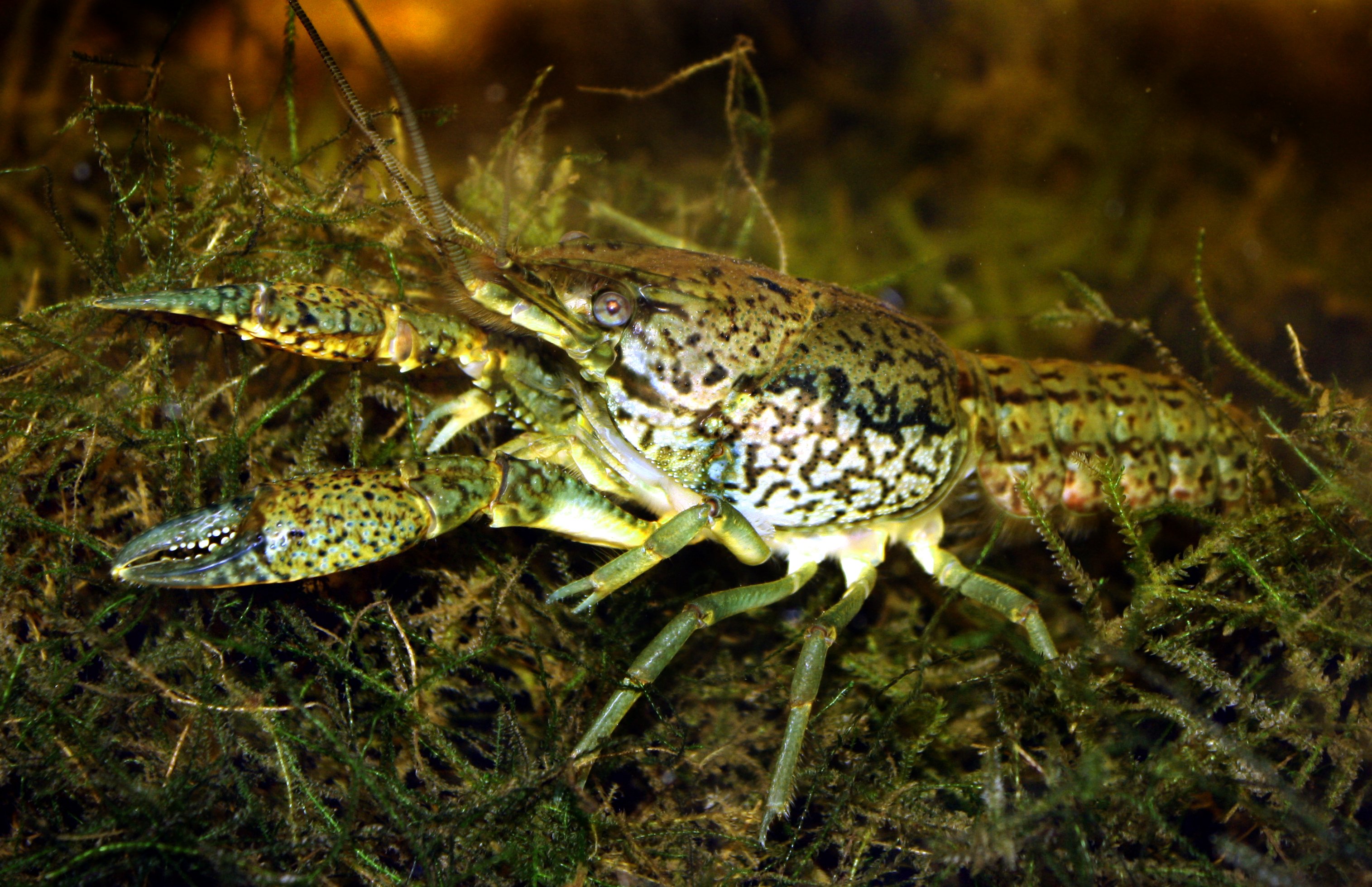
Procambarus virginalis.

Elle pourrait éventuellement (cela reste une hypothèse) être issue d'un accident reproducteur survenu dans un aquarium vers 1995 quand deux écrevisses molles[pas clair], importées de Floride pour le commerce aquariophile en Allemagne, se sont accouplées. Le fait que tous les exemplaires connus de cette espèce (sur plusieurs continents) soient des clones est cependant confirmé par toutes les données disponibles.
Cette forme est proche de l'espèce Procambarus fallax, laquelle est fortement présente autour de la Floride, mais aucune population naturelle de P. virginalis n'est connue.
L'espèce très ubiquiste fait d'importants dégâts là où elle se répand dans la nature, dont à Madagascar où elle est rapidement devenue une menace pour les sept écrevisses autochtones. Elle est de plus porteuse d'un oomycète pathogène (Aphanomyces astaci) qui peut tuer des populations autochtones,.

## Description
Procambarus fallax et Procambarus virginalis sont morphologiquement très proches, mais chez la seconde, probablement grâce à sa triploïdie, « la croissance et la fécondité sont considérablement plus grandes, ce qui en fait un animal différent et mieux adapté à son milieu ».

## Régime alimentaire
Cette écrevisse est omnivore et a un large régime alimentaire allant d'organismes animaux vivants (insectes, petits poissons, escargots aquatiques) aux végétaux en putréfaction.

## Invasivité
Cette espèce, capable de se reproduire asexuellement, semble s'être échappée dans la nature en Allemagne.
Depuis l'espèce est devenue invasive dans un nombre croissant de pays et elle prolifère étonnamment facilement alors que « près de la moitié des espèces américaines sont en péril » et que « environ un tiers des écrevisses du monde » sont menacées.

En 20 ans, ses clones se sont répandus en Europe et en Afrique, dévastant localement les écosystèmes et menaçant des espèces indigènes.
En 2015, il s'agissait toujours de l'écrevisse la plus populaire chez les aquariophiles nord-américains. Dans l'Union européenne elle est inscrite depuis 2016 dans la liste des espèces exotiques envahissantes préoccupantes pour l’Union européenne, ne pouvant être vendue, gardée, distribuée ou libérée dans la nature,.
En 2022, elle est hors de contrôle à Madagascar, où la recherche s'oriente dorénavant vers une valorisation alimentaire, voire pharmaceutique.

## Génome
En 2015, les données génétiques acquises montrent que les clones étudiés contiennent assez de différences génétiques avec Procambarus fallax pour justifier que l'on parle d'une espèce séparée. Depuis 2017, elle est considérée comme telle (espèce nouvelle).
Fin 2017, le génome d'une douzaine d'écrevisses marbrées venant de plusieurs parties du monde avait déjà été analysé et des études moins détaillées de deux douzaines d'individus capturés à Madagascar étaient disponibles. Selon une étude publiée début 2018 dans la revue Nature Ecology and Evolution, avec 3,5 milliards de bases d'ADN de longueur, le génome de cet animal est plus grand que celui de l'être humain, mais avec à peu près le même nombre de gènes (21 000).
Les études comparatives des teneurs en ADN des hémocytes et l'analyse des locus microsatellites nucléaires (par cytométrie en flux) ont confirmé une triploïdie en suggérant qu'une autopolyploïdisation est la cause de la situation très particulière de cette espèce .
L'écrevisse marbrée dispose en effet de trois séries de 92 chromosomes au lieu de deux, et deux de ces séries sont très proches des séries de chromosomes de l'écrevisse (P. fallax). Mais la troisième est assez différente pour que l'étude publiée en 2018 ait pu conclure que l'origine de cette « nouvelle » écrevisse marbrée soit un accouplement de deux écrevisses provenant de différentes régions du monde introduites dans un même aquarium. L'ovule de la femelle ou le spermatozoïde fécondant apporté par le mâle devait être anormal et contenir deux copies des chromosomes au lieu d'une seule copie comme c'est normalement le cas dans les cellules germinales mâles ou femelles. Et dans ce cas la jonction de deux patrimoines génétiques éloignés a amélioré la variation génétique des clones qui en sont issus, ce qui pourrait expliquer les caractéristiques d'invasivité et de grande adaptativité de cette espèce (qu'on a trouvé dans des habitats d'eau douce très variés en termes de salinité, températures (trouvée dans des eaux chaudes à froides, dont en Ukraine en 2016, Italie et jusqu'au Japon ou à Madagascar) et degré d'acidité. Selon l'un des auteurs de l'étude, une telle union « ne se produirait jamais dans la nature » mais a pu avoir lieu dans un milieu contraint tel qu'un aquarium. Bien comprendre l'origine et la génétique de cette espèce pourrait aider les défenseurs de l'environnement à mieux en suivre ou prédire la propagation, et éventuellement de mieux en gérer les effets.

## Reproduction
L'écrevisse marbrée est le seul crustacé connu dans le monde (parmi environ 14 000 espèces) qui se reproduit uniquement par parthénogenèse (auto-clonée).

On n'en connait que des femelles qui se clonent à partir d'œufs non fécondés.
Elle copule facilement avec P. fallax mais sans résultats en termes de progéniture ce qui montre qu'il existe une barrière reproductive (probablement située au niveau cytogénétique plutôt que comportemental ou anatomo-physiologique).

## Recherche
Ses caractéristiques génétiques et de reproduction intéressent les chercheurs pour plusieurs raisons :
- parce que cette espèce semble issue d'un événement évolutionnaire extrêmement rare (saut évolutif issu de la combinaison d'une triploïdie et d'une parthénogenèse toutes deux anormales chez l'espèce d'origine)[8],[22],[23] ;
- parce que son extension évoque celle de cellules normales devenues cancéreuses dans un organisme ;
- pour les mécanismes de base sous-jacents à l'épigénétique que ce mécanisme évoque[24],[21] (« La méthylation globale de l'ADN est significativement réduite chez les écrevisses marbrées, ce qui plaide pour l'implication de mécanismes épigénétiques moléculaires dans son origine »[8]) ;
- pour son invasivité qui montre qu'il y a des cas où au moins durant un certain temps des clones animaux ne sont pas désavantagés face à la sélection naturelle (une autre espèce, un nématode disposant de trois jeux de chromosomes et se reproduisant de manière asexuée est également connu) ;
- pour son méthylome[25].

## Sources